# Pravidlo pravé ruky

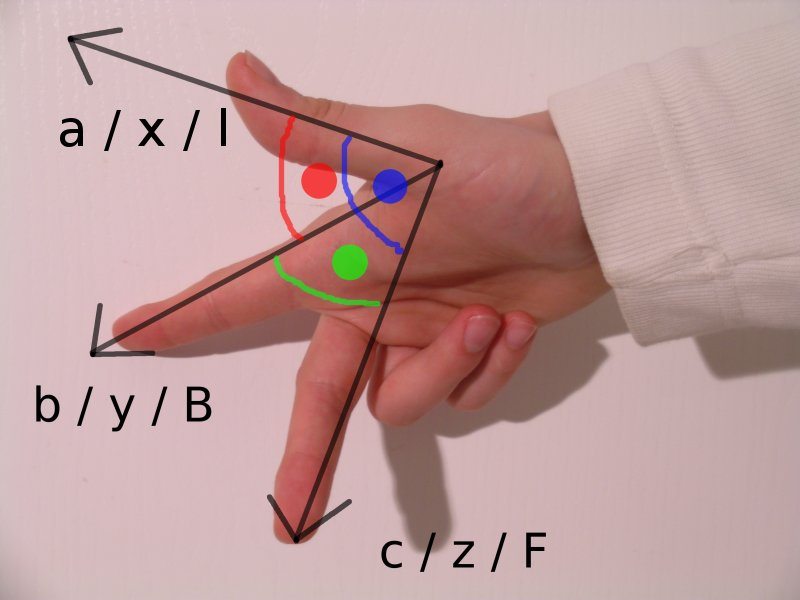
Použití pravé ruky.

Levotočivý systém souřadnic je zobrazen vlevo, pravotočivý vpravo.

V matematice a fyzice je pravidlo pravé ruky běžná mnemotechnická pomůcka, která usnadňuje zapamatování znaménkové konvence pro vektory v pravotočivém souřadném systému.
Existuje několik variací pravidla, ale všechny se vztahují k volbě nějaké konvence.

## Směr spojený s uspořádanou dvojicí směrů
Jedna z verzí pravidla pravé ruky se užívá v situacích, kde provádíme nějakou operaci s vektory a a b, při které záleží na pořadí operandů a výsledek operace je vektor c, který je na a i b kolmý. Nejběžnějším příkladem je vektorový součin. Pravidlo pravé ruky předepisuje tento postup pro určení jednoho ze dvou možných směrů:
- Jsou-li vektory a a b znázorněny ukazovákem a prostředníkem pravé ruky, pak vektorový součin a × b má směr palce.

## Směr spojený s rotací

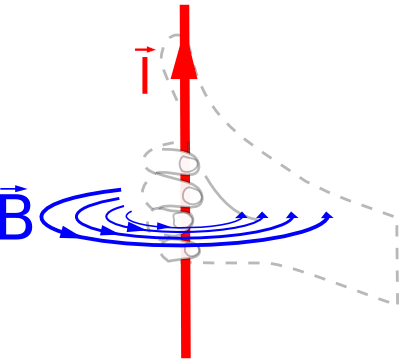
Pro vektor daný směrem rotace viz pravidlo úchopu pravou rukou.

Jiná podoba pravidla pravé ruky se používá v situacích, kde se vektor přiřazuje určité rotaci tělesa, tekutiny nebo magnetického pole. Na druhou stranu pokud známe vektor dané rotace, s pomocí pravidla pravé ruky určíme směr rotace.
- Prsty pravé ruky jsou ohnuté a ukazují ve směru pohybu nebo magnetického pole. Palec ukazuje směr vektoru.

Pravidlo lze použít i pro určení typu šroubovice. Prsty pravé ruky sledujeme její závity a pokud se ruka pohybuje ve směru který ukazuje palec, jde o pravotočivou šroubovici. V opačném případě jde o levotočivou šroubovici. (V tomto případě však o pravé pravidlo pravé ruky nejde).

## Použití
Pravidlo můžeme použít k určení směru výsledku vektorového součinu. Díky tomu nachází široké využití ve fyzice — všude tam, kde se objevuje vektorový součin.
Seznam veličin, jejichž určování je spojeno s pravidlem pravé ruky:
- Úhlová rychlost rotujícího tělesa — vektor úhlové rychlosti je definovaný jako vektorový součin polohového vektoru a vektoru rychlosti, takže použijeme první verzi pravidla, běžně se ale používá i druhá verze, protože se jedná o rotační pohyb
- Moment síly, kroutící moment, síla, která je jeho příčinou a působiště této síly.
- Magnetická indukce, elektrický proud, Lorentzova síla
- Indukovaný proud — Flemingovo pravidlo levé ruky
- Vorticita

Síla, kterou působí magnetické pole na vodič, který se v tomto poli nachází se určuje pomocí Flemingova pravidla levé ruky.

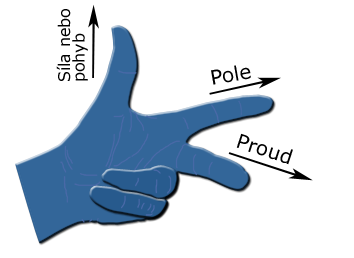
Flemingovo pravidlo levé ruky

## Levá ruka
V některých případech je vhodné použít opačnou konvenci, kde jeden z vektorů má opačný směr a tak vytváří trojici, kterou znázorníme levou rukou. Například některé metamateriály mají zápornou permitivitu a permeabilitu, což jim dodává zvláštní elektromagnetické vlastnosti. V běžných materiálech se magnetické pole řídí pravidlem pravé ruky, avšak tyto metamateriály se chovají právě opačně.